# Рябінін Микола Леонідович
Мико́ла Леоні́дович Рябі́нін  (31 липня 1919, с. Красне, нині Костромської області Росії — 9 березня 1992, Харків) — український скульптор.

## Біографічні дані
Навчався в Московському художньо-промисловому училищі імені Михайла Калініна (1933—1937, викладачі С. Євангулов, Б. Ланге), в Московському художньому інституту імені Василя Сурикова (1937, 1941—1944, викладачі В. Домогацький, Л. Шервуд, О. Матвеєв). Закінчив Київський художній інститут (нині Національна академія образотворчого мистецтва і архітектури; 1944—1945), де навчався у Макса Гельмана.
Викладав:
- у 1946—1947 роках — у Львівському училищі декоративно-прикладного мистецтва (серед учнів Богдан Попович, Василь Власов, Зінаїда Расіна);
- у 1947—1956 роках — у Львівському інституті прикладного та декоративного мистецтва (серед учнів Василь Одрехівський);
- у 1956—1966 роках — у Харківському художньому інституті (серед учнів Костянтин Чеканьов, Володимир Петренко).

Член Харківської організації Спілки художників України від 1946.
Учасник республіканських, всесоюзних і міжнародних виставок з 1947. Персональна виставка: Харків — 1957.
Був членом КПРС від 1953 року.

## Твори
- Тематичні композиції:
  - «Прикордонники» (1937),
  - «Месник» (1945),
  - «Кубинський повстанець» (1961),
  - «Ми повернемося» (1974).
- Портретні скульптури:
  - «Олекса Довбуш» (1951, у співавторстві з Володимиром Сколоздрою),
  - «Тарас Шевченко і Айра Олдрідж» (1953),
  - «Гуцул» (1959),
  - «Узбечка»,
  - «Жінка з Нубії» (1967),
  - «Андрій Желябов» (1979),
  - «Мати» (1970—1971),
  - «Микола Кибальчич» (1971),
  - «Полтавчанка» (1975, вапняк, 55×36×36),[1]
  - «Сільська вчителька» (1975, граніт, 45×38×30),[1]
  - «Портрет тракториста С. Гончаренка» (1979, литий цемент, 56×62×49).[2]
  - «Портрет коваля П. Петренка» (1979, литий бетон, 25×53×18).[2]
  - «Телятниця Настя Бабич» (1982),
  - «Телятниця Галя Бондарчук» (1982),
  - «Офіціантка колгоспної їдальні» (1982).
  - «Доярка Л. Хоменко» (1982),[3]
- Пам'ятник Михайлові Коцюбинському в Харкові (спільний проєкт з графіком Анатолієм Алло[4]).
- Пам'ятник-погруддя двічі Героєві Соціалістичної Праці Олександрові Морозову (Брянськ, 1982).

## Звання, премії, нагороди
- Народний художник УРСР (1964).
- Член-кореспондент Академії мистецтв СРСР (1973).
- Лауреат Сталінської премії (1952).
- Нагороджено орденом Трудового Червоного Прапора.